# Anthrax diminutiva
Anthrax diminutiva är en tvåvingeart som först beskrevs av Macquart 1846.  Anthrax diminutiva ingår i släktet Anthrax och familjen svävflugor.
Artens utbredningsområde är Colombia. Inga underarter finns listade i Catalogue of Life.